# BCIA inc.
 (juillet 2024).
 (juillet 2024).
Bureau canadien d'enquête et d'ajustement (CBIA) inc. / Bureau canadien des enquêtes et des ajustements (CBIA) Inc. ( BCIA ou BCIA ) était une entreprise de sécurité basée à Montréal, Québec, Canada. La société a été créée le 26 mai 1998 par Luigi Coretti et s'est développée jusqu'à avoir à son emploi près de 1 000 employés dans les environs de Montréal et Ottawa. Son activité principale consistait à fournir des services d'ajustement d'assurance, de sécurité des bâtiments et d'enquête. Le 7 octobre 2008, après avoir déménagé son siège social du 4230 rang Saint-Elzéar à Laval vers de nouveaux locaux situés au 355 rue De Louvain Ouest à Montréal, la société a annoncé qu'elle étendait son offre de services pour offrir un service de transport de valeurs. La compagnie assurait la sécurité de certains immeubles appartenant à la police de Montréal. L'entreprise s'est placée à l'abri de ses créanciers le 28 avril 2010, invoquant des dettes de plus de 20 millions de dollars.

## Controverses
BCIA a reçu des millions de dollars d'aide financière du gouvernement provincial et de la Caisse Desjardins. L'aide gouvernementale a fait les manchettes, car elle provenait d'un fonds censé aider les régions éloignées et non les entreprises de Montréal.
La BCIA doit à ses créanciers quelque 20 millions de dollars, dont environ six millions provenant d'un fonds provincial de développement économique régional.
Le 6 mai 2010, le premier ministre Charest démet de ses fonctions le ministre de la Famille, Tony Tomassi, et l'exclut du caucus du Parti libéral du Québec. Tony Tomassi est accusé d'avoir effectué des achats personnels à l'aide d'une carte de crédit corporative appartenant à BCIA durant son mandat. Tomassi démissionne de son siège de député le 3 mai 2012.

## Voir également
- Tony Tomassi
- Blackwater Worldwide